# Lijst van Wazamono
Deze lijst van Wazamono is een lijst van 228 zwaardsmeden van katana’s en andere wapens, die in 1805 werd uitgegeven door Yamada Asaemon in zijn boek Kaihokenshaku (懐宝剣尺). De lijst beschrijft 12 Saijo Owazamono (最上大業物), letterlijk waardevolste zwaarden, 21 Owazamono (大業物),letterlijk waardevolle zwaarden, 50 Ryowazamono (良業物), letterlijk goede zwaarden, 80 Wazamono (業物), let. zwaarden en 65 van gemengde kwaliteit. Omdat deze lijst een complete lijst is, gemaakt door de samoerai wier taak het testen van katana’s was, was en is het een belangrijke maatstaf voor de kwaliteit van een katana. Zwaarden van enkele bekende zwaardsmeden uit de Kotoperiode (van 900 tot circa 1596), zoals Soshu Masamune, Soshu Sadamune, Bizen Nagamitsu en Ise Muramasa, werden in tegenstelling tot de zwaarden van andere zwaardsmeden niet getest bij het maken van deze lijst. Deze zwaarden werden namelijk te waardevol geacht als historische kunstvoorwerpen om schade door testen te kunnen riskeren. Deze zwaarden werden traditioneel als enkele van de beste zwaarden ooit beschouwd. 

## Saijo Owazamono
- Nagasone Okisato of Kotetsu (長曾弥興里 of 虎徹)
- Nagasone Okimasa (長曾弥興正)
- Hatsu Nidai Kanemoto (初二代兼元)
- Izumi no kami Kanesada (和泉守兼定)
- Sendai Shodai Kunikane (仙台初代国包)
- Soboro Sukehiro (ソボロ助広)
- Shodai Tadayoshi (初代忠吉)
- Mutsu no Kami Tadayoshi (陸奥守忠吉)
- Tatara Nagayuki (多々良長幸)
- Sanzen Shodai Nagamichi (三善初代長道)
- Osafune Hidemitsu (長船秀光)
- Osafune Motoshige (長船元重)

## Owazamono
- Takatenjin Kaneaki (高天神兼明)
- Kashu Shodai Kanewaka (加州初代兼若)
- Kanenori (兼則)
- Iyo Dairoku Shodai Katsukuni (伊予大椽初代勝国)
- Horikawa Kunihiro (堀川国広)
- Izumi no kami Shodai Kunisada (和泉守初代国貞)
- Horikawa Kuniyasu (堀川国安)
- Higo no kami Shodai Kuniyasu (肥後守初代国康)
- Shodai Tsushima no kami Sadashige (初代対馬守貞重)
- Yosazaemon Yusada (与三左衛門祐定)
- Fujishiro Yusada (藤四郎祐定)
- Tsuda Sukehiro (津田助広)
- Omi Daijo Tadahiro (近江大椽忠広)
- Echigo no kami Nidai Kanesada (越後守二代包貞)
- Fujishima Tomoshige (藤島友重)
- Echizen no kami Nobuyoshi (越前守信吉)
- Suishinshi Masakiyo (主水正正清)
- Shuri Ryo Shigemitsu (修理亮盛光)
- Sakyo Ryo Yasumitsu (左京亮康光)
- Ichidaira Yasuyo (一平安代)
- Mihara Masaie (三原正家)

## Ryowazamono
- Osafune Nidai Iesuke (長船二代家助)
- Wakasa no kami Ujinobu (若狭守氏房)
- Jiro Saemon Katsumitsu (次郎左衛門勝光)
- Ukyo Susumu Katsumitsu (右京進勝光)
- Sandai Kanesada (三代兼定)
- Seki Kanefusa (関兼房)
- Seki Kanetsune (関兼常)
- Kouzukenosuke Kaneshige (上総介兼重)
- Echizen Kaneue (越前兼植)
- Echizen Kanenori (越前兼則)
- Aizu Kanesada (会津兼定)
- Echigo no kami Kunihiro (越後守国儔)
- Nidai Yamashiro no kami Kunitsutsu (二代山城守国包)
- Yamashiro Dairoku Shodai Kunitsugu (山城大椽初代国次)
- Okayama Kunimune (岡山国宗)
- Daiyogo Kunishige (大与五国重)
- Musashi Dairoku Shodai Koreichi (武蔵大椽初代是一)
- Iga no kami Sadatsugu (伊賀守定次)
- Nanki Shodai Shigekuni (南紀初代重国)
- Tsudayoshi Sukenao (津田好助直)
- Osafune Sukemitsu (長船祐光)
- Yokoyama Sukesada (横山祐定)
- Osafune Tadamitsu (長船忠光)
- Ichi Saoshi Tadatsuna (一竿子忠綱)
- Settsu no kami Shodai Tadayuki (摂津守初代忠行)
- Mutsu Tadashige (陸奥忠重)
- Soshu Shodai Shigehiro (相州初代綱広)
- Tsushima no kami Tsunehiro (対馬守常光)
- Tango no kami Naomichi (丹後守直道)
- Osafune Shodai Norimitsu (長船初代則光)
- Sukeuemon Norihiro (助右衛門則光)
- Osafune Shonidai Norimitsu (長船初二代法光)
- Osafune Hidesuke (長船秀助)
- Omi no kami Shodai Hisamichi (近江守初代久道)
- Kanehusa Shoshin (金房正真)
- Itakura Shonidai Masatoshi (坂倉初二代正利)
- Yamato Dairoku Shodai Masanori (大和大椽初代正則)
- Ōshū Masanaga (奥州政長)
- Hioki Mitsuhira (日置光平)
- Sakyo Susumu Munemitsu (左京進宗光)
- Hioki Munehiro (日置宗弘)
- Omiya Munekage (大宮盛景)
- Shonidai Yasutsugu (初二代康継)
- Yamato no kami Yasusada (大和守安定)
- Bicchu no kami Yasuhiro (備中守康広)
- Takada Yukinaga (高田行長)
- Kyo Shonidai Yoshimichi (京初二代吉道)
- Osaka Shonidai Yoshimichi (大阪初二代吉道)
- Musashi no kami Yoshikado (武蔵守吉門)
- Ise Dairoku Yoshihiro (伊勢大椽吉弘)

## Wazamono
- Sasaki Kazuhiro(Second) (佐々木一法(ニ代))
- Yamato Dairoku Shodai Ujishige (大和大椽初代氏重)
- Kashu Shonidai Katsuie (加州初二代勝家)
- Aizu Shodai Kanetomo (会津初代兼友)
- Echizen Kaneue (越前兼植)
- Musashi no kami Kanenaka (武蔵守兼中)
- Sakushu Kanekage (作州兼景)
- Tsutsui Tsutsukuni (筒井包国)
- Gorozaemon Kiyomitsu (五郎左衛門清光)
- Katsube Kiyomitsu (勝兵衛清光)
- Hachimanyama Kiyohira (八幡山清平)
- Hachiman Daiyoku Kiyomitsu (八幡大椽清光)
- Nio Kiyomi (二王清実)
- Iga no kami Shodai Kanemichi (伊賀守初代金道)
- Izumi no kami Shonidai Kanemichi (和泉守初二代金道)
- Dewa Dairoku Kunimichi (出羽大椽国路)
- Sesshu Kunimitsu (摂州国光)
- Onikamimaru Kunishige (鬼神丸国重)
- Sagami no kami Kunikore (相模守国維)
- Kawachi no kami Shonisandai Kunisuke (河内守初二三代国助)
- Yamashiro no kami Shonidai Kunikiyo (山城守初二代国清)
- Aizu Kunisada (会津国貞)
- Sagami no kami Kunitsuna (相模守国綱)
- Takai Kuniyoshi (高井国義)
- Sugawara Kunitake (菅原国武)
- Suzuki Sadanori (鈴木貞則)
- Izumi no kami Sadashige (和泉守貞重)
- Kaga no kami Sadahiro (加賀守貞広)
- Yamato Dairoku Sadayuki (大和大椽貞行)
- Inoue Makai (井上真改)
- Dohi Maryo (土肥真了)
- Maitada Shigeyoshi (埋忠重義)
- Harima Dairoku Shodai Shigetaka (播磨大椽初代重高)
- Shinkoku Kunitsutsu (信国国包)
- Shinkoku Shigesada (信国重貞)
- Takada Shigeyuki (高田重行)
- Tsuda Sosho Mei Sukehiro (津田草書銘助広)
- Sesshu Suketaka (摂州助高)
- Dewa no kami Sukenobu (出羽守助信)
- Bizen no kami Yukoku (備前守祐国)
- Hizen Shodai Tadakuni (肥前初代忠国)
- Yondai Tadayoshi (四代忠吉)
- Inaba Shodai Tadakuni (因幡初代忠国)
- Shodai Tsuguhira (初代継平)
- Shimosaka Tsuguhiro (下阪継広)
- Higo no kami Teruhiro (肥後守輝広)
- Shimohara Terushige (下原照重)
- Mutsu no kami Shodai Toshinaga (陸奥守初代歳長)
- Yamashiro no kami Shodai Toshinaga (山城守初代歳長)
- Musashi no kami Tomotsune (武蔵守友常)
- Ro Nagatsuna (聾長綱)
- Takai Shodai Nobuyoshi (高井初代信吉)
- Hoki no kami Shonidai Nobutaka (伯耆守初二代信高)
- Juro Saemon Harumitsu (十郎左衛門春光)
- Kinshiro Hisamichi (金四郎久道)
- Yamashiro no kami Shodai Hidenori (山城守初代秀辰)
- Wakasa no kami Hiromasa (若狭守広政)
- Hoki no kami Hirotaka (伯耆守汎隆)
- Hojoji Masahiro (法城寺正弘)
- Ecchu no kami Masatoshi (越中守正俊)
- Bizen Shodai Masahiro (肥前初代正広)
- Bicchu Dairoku Masanaga (備中大椽正永)
- Kanefusa Masatsugu (金房政次)
- Takada Shodai SUbeyuki (高田初代統行)
- Kazusa Dairoku Munemichi (上総大椽宗道)
- Mutsu no kami Muneshige (陸奥守宗重)
- Kawachi no kami Motoyuki (河内守本行)
- Senjuin Shigekuni (千手院盛国)
- Sekido Morihisa (石堂守久)
- Kawachi no kami Yasunaga (河内守康永)
- Nidai Yasunori (二代安倫)
- Bizen Shodai Yukihiro (肥前初代行広)
- Izumo Dairoku Shonidai Yoshitake (出雲大椽初二代吉武)
- Yamato no kami Shonidai Yoshimichi (大和守初二代吉道)
- Kozukenosuke Yoshimasa (上野介吉正)
- Ueno no kami Yoshikuni (上野守吉国)
- Onizuka Yoshikuni (鬼塚吉国)

## Gemengd
- Osafune Arimitsu (長船在光)
- Sasaki Shodai Ichimine (佐々木初代一峯)
- Kashu Ieyoshi (加州家吉)
- Kashu Ietada (加州家忠)
- Seki Kanekuni (関兼国)
- Hachiya Kanesada (蜂屋兼貞)
- Seki Kanenori (関兼則)
- Seki Kanenori (関兼辰)
- Seki Kaneoto (関兼音)
- Seki Kanemichi (関兼道)
- Sagami no kami Kaneyasu (相模守兼安)
- Ueno no kami Kanesada (上野守兼定)
- Simousa Dairoku Kanemasa (下総大椽兼正)
- Komatsu Kanemaki (小松兼巻)
- Takaki Tsutsusada (手掻包定)
- Kawachi no kami Tsutsusada (河内守包定)
- Namihira Kiyosa (波平清佐)
- Akasaka Senjuin Kuninaga (赤坂千手院国長)
- Uta Kunifusa (宇多国房)
- Satsuma Kunihira (薩摩国平)
- Kawashima Kunihira (川島国平)
- Hojoji Kuniyoshi (法城寺国吉)
- Matsuyama Kuniteru (松山国輝)
- Yamato no kami Kuniyuki (大和守国行)
- Nisshu Kunitomi (日州国富)
- Namihira Shigeyoshi (波平重吉)
- Nanki Nidai Shigekuni (南紀二代重国)
- Iga Shizumasa (伊賀鎮政)
- Seki Jumei (関寿命)
- Musashi Sukero (武蔵助鄰)
- Dewa no kami Sukeshige (出羽守助重)
- Shichibe Yusada (七兵衛祐定)
- Ecchu no kami Takahira (越中守高平)
- Echigo no kami Tadamichi (越後守忠道)
- Mutsu no kami Shodai Tameyasu (陸奥守初代為康)
- Shimosaka Tametoshi (下阪為利)
- Soshu Tsunaie (相州綱家)
- Osafune Shonidai Tuneie (長船初二代経家)
- Mutsu no kami Terumasa (陸奥守輝政)
- Takada Teruyuki (高田輝行)
- Seki Nagatoshi (関長俊)
- Settsu no kami Shodai Nagashige (摂津守初代永重)
- Osafune Hiromitsu (長船久光)
- Ueno no kami Hisakuni (上野守久国)
- Senjuin Hironaga (千手院広長)
- Aki Shodai Hirotaka (安芸初代広隆)
- Shinano no kami Shodai Hirotsutsu (信濃守初代弘包)
- Namihira Hiroyasu (波平寛安)
- Dotanuki Masakuni (同田貫正国)
- Mihara Masachika (三原正近)
- Ishimichi Masatoshi (石道正俊)
- Bungo no kami Shozen (豊後守正全)
- Sagami no kami Shodai Masatune (相模守初代政常)
- Wakasa no kami Michinori (若狭守道辰)
- Shimousa Dairoku Muneyoshi (下総大椽宗吉)
- Taira Morikata (平盛方)
- Soshu Yasuharu (相州康春)
- Shimohara Shodai Yasushige (下原初代康重)
- Yamato no kami Yasuyuki (大和守安行)
- Fujishima Yukimitsu (藤島行光)
- Darani Yoshiie (陀羅尼吉家)
- Harima no kami Yoshinari (播摩守吉成)
- Sanjo Yoshikuni (三条義国)
- Osafune Toshimitsu (長船賀光)